# Platycypha amboniensis
Platycypha amboniensis is een libellensoort uit de familie van de Chlorocyphidae (Juweeljuffers), onderorde juffers (Zygoptera).
De soort is endemisch in Kenia. Zijn natuurlijke habitat bestaat uit subtropische en tropische bergbossen en rivieren.
De soort staat op de Rode Lijst van de IUCN als kritiek, beoordelingsjaar 2006.
De wetenschappelijke naam van de soort is voor het eerst geldig gepubliceerd in 1915 door Martin.